# Garrett (Illinois)
Garrett – wieś w Stanach Zjednoczonych, w stanie Illinois, w hrabstwie Douglas.